# Nettersheim
Nettersheim is een gemeente in de Kreis Euskirchen in het Zuidwesten van Noordrijn-Westfalen. De gemeente telt 7.705 inwoners (31 december 2020) op een oppervlakte van 94,35 km². Het ligt midden in het Duits-Belgische Natuurpark Nordeifel.
Nettersheim bestaat uit de volgende Ortsteile:
- Bouderath
- Buir
- Engelgau
- Frohngau
- Holzmülheim
- Marmagen
- Nettersheim
- Pesch
- Roderath
- Tondorf
- Zingsheim

## Partnergemeente
- Zutendaal : Limburg (België)

## Afbeeldingen

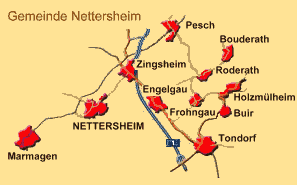
Ortsteile van Nettersheim
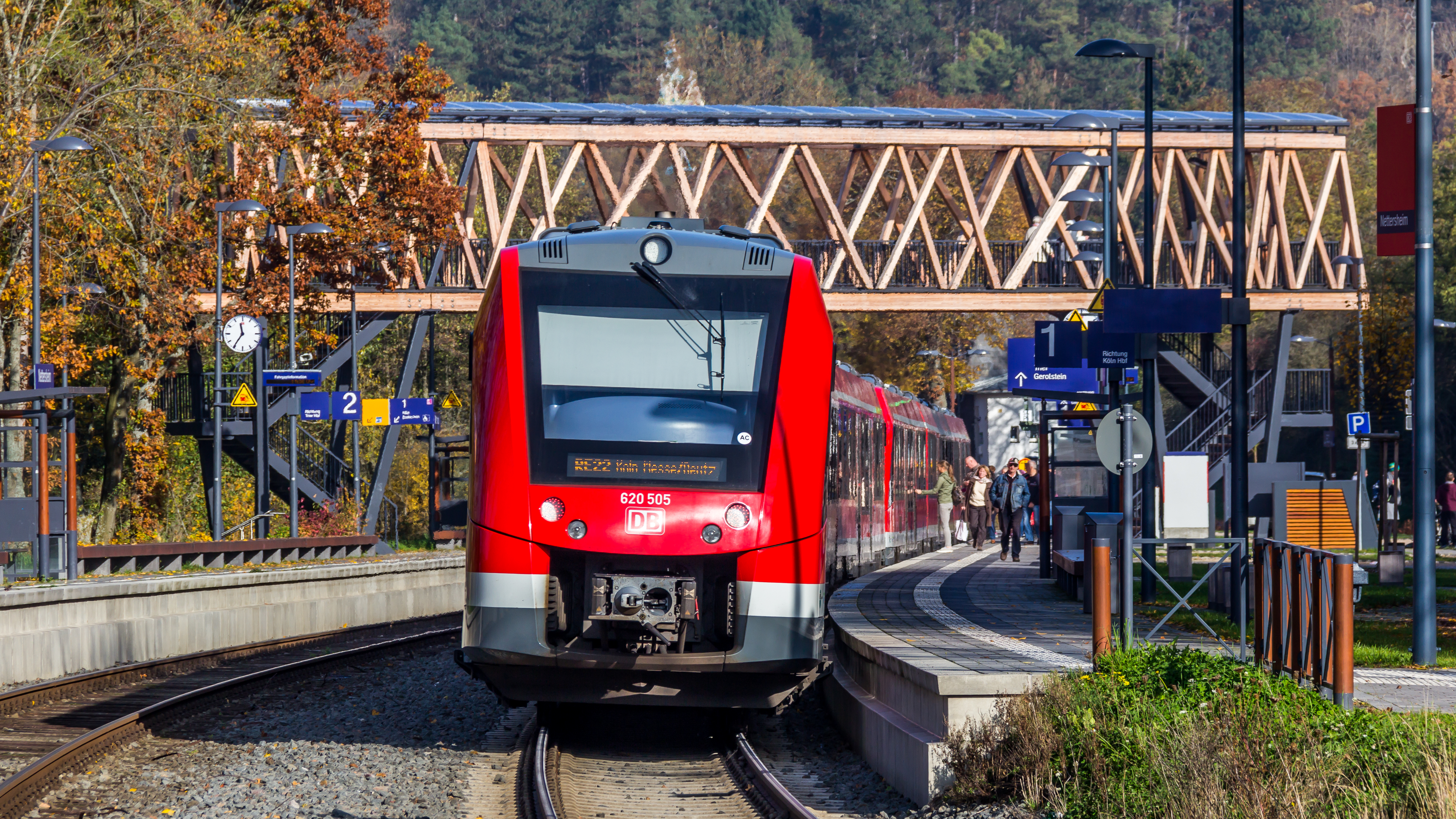
Station Nettersheim
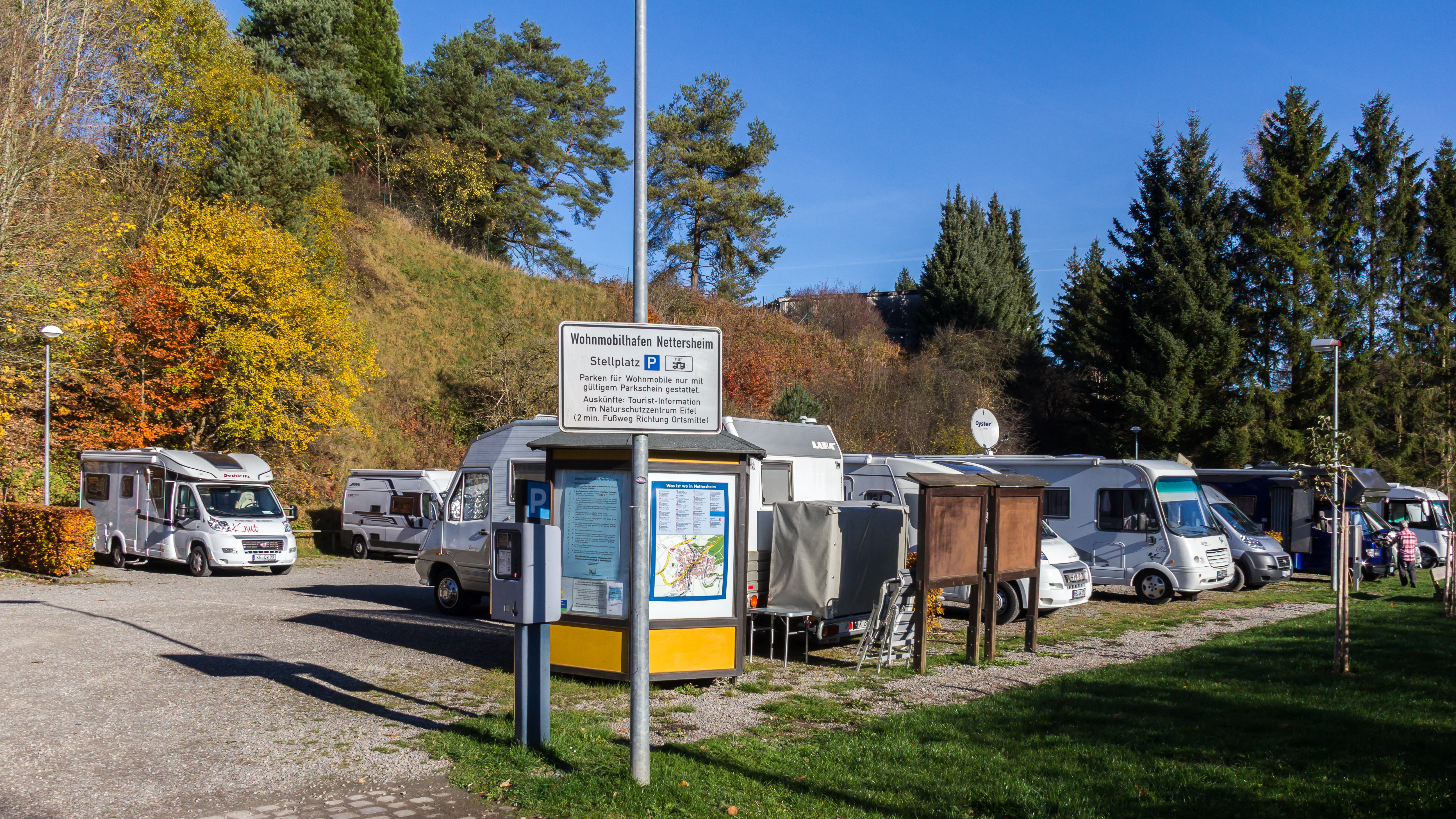
Camperplaats
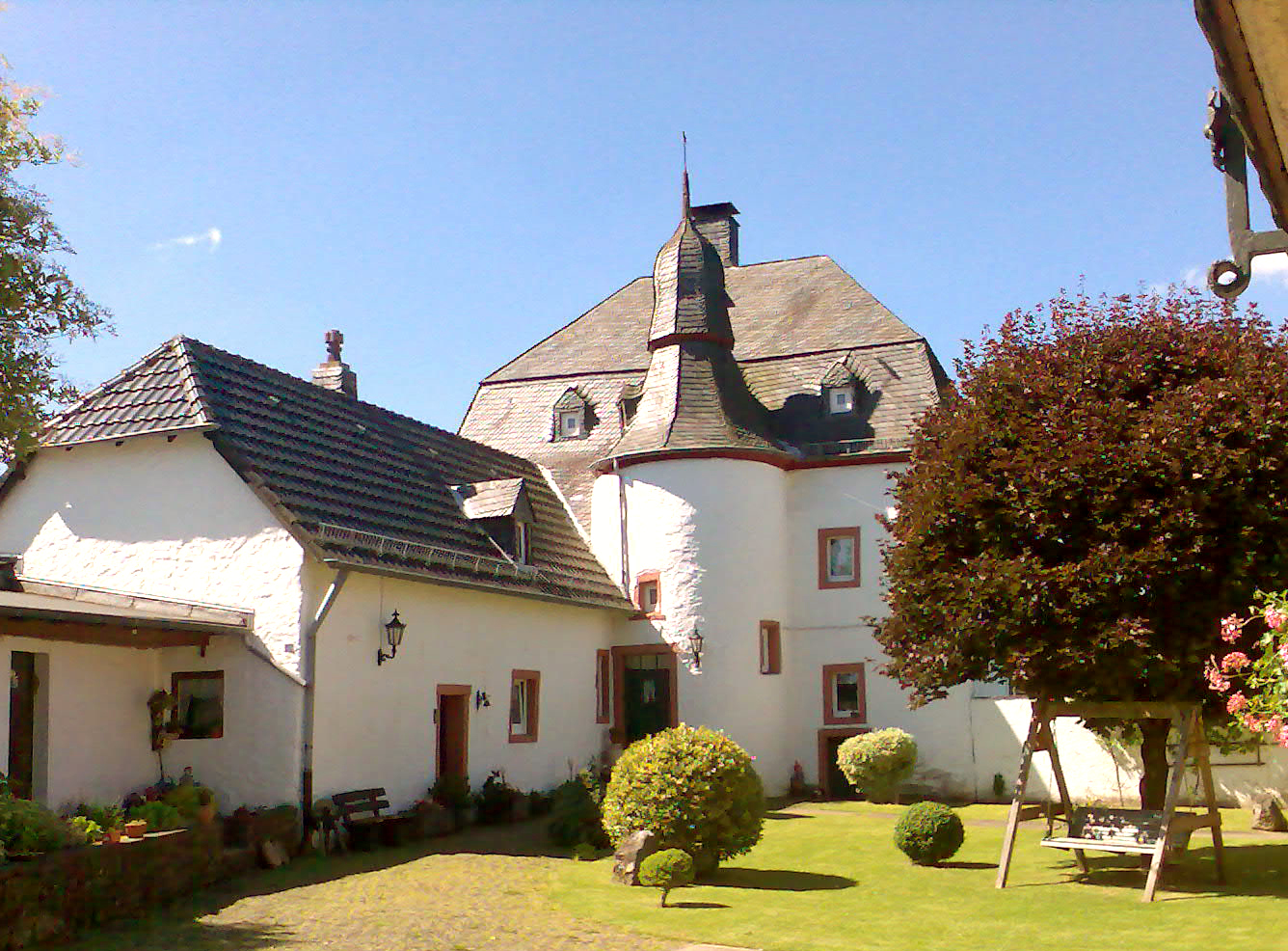
Marmagen, Alte Burg

Bad Münstereifel · Blankenheim · Dahlem · Euskirchen · Hellenthal · Kall · Mechernich · Nettersheim · Schleiden · Weilerswist · Zülpich